# Moraine Valley
Moraine Valley är en dal i Antarktis. Den ligger i Sydorkneyöarna. Argentina och Storbritannien gör anspråk på området. Moraine Valley ligger på ön Signy. Den ligger vid sjön Orwell Lake.